# Jan Europa
Jan Europa va ser una sèrie de còmic creada per Edmond per a la revista Mortadelo de l'Editorial Bruguera al 1979, la més popular de l'autor.

## Trajectòria editorial
La caiguda moderada de la pressió de la censura després l'arribada de la democràcia va permetre a Espanya publicar una sèrie d'històries amb una altra mentalitat nascuda de conviccions diferents a les oficials del govern. La sèrie va aparèixer a Mortadelo, a DDT i després també a Super Mortadelo i va ser publicada a Austràlia, Brasil, França i Iugoslàvia. A França es va anomenar Jan Lazare i es va emprar el nom alternatiu de Jan Europe a la versió anglesa. Jan Europa va ser un dels primers còmics "realistes" que va formar part de les noves sèries de grafisme realista que Bruguera va encarregar llavors a dibuixants nous o de prestigi com Borrell, Buylla, Cuyás, o Adolfo Usero, el que va desencadenar un cert optimisme en la editorial.
El personatge pulp que va ser creat per Edmond com un heroi immortal "lluitador per la pau" el 1966, a la dècada dels 70 va ser acceptat per a la seva publicació per Bruguera, però no va arribar a tenir la seva pròpia revista sinó massa tard, apareixent les seves aventures com porcions inconcluses a diferents publicacions de Bruguera.
Desgraciadament, la sèrie es va publicar només dos anys. El seu dibuixant, Edmond treballava per a diverses companyies publicitàries espanyoles i estrangeres per mediació de les quals va publicar còmics per a editorials franceses i britàniques, que pagaven quatre vegades més pel mateix treball que l'espanyola Bruguera i s'atenien a unes garanties artístiques que no oferia l'espanyola. Edmond era amo del seu personatge i dels seus dibuixos, a diferència d'altres dibuixants de Bruguera i aquesta condició de fer valer els seus drets va fer que l'editorial posposés la seva feina. A causa de la desfeta d'editorial Bruguera i d'haver quedat inconclusa i interrompuda en nombroses ocasions, l'obra no és tan coneguda com altres d'altres autors europeus.
En 1984, la mateixa Bruguera va començar a recopilar la sèrie en format comic-books dins de la seva col·lecció Cómics Bruguera, amb portades pintades pel mateix Edmond, però només va produir 10 números, amb el que va quedar inconclusa. Jan Europa va tornar a aparèixer, a més, als números 189 a 192 de "Mortadelo". El 1987 l'editorial Bruguera es va enfonsar i part del material que tenia emmagatzemat es va saldar en liquidació. En concret, diversos números de la col·lecció Jan Europa que no van arribar a vendre en els quioscs van ser liquidats en promocions publicitàries d'empreses com Yoplait, dedicades a la fabricació de iogurts i productes lactis.
El 2009, Edicions Glénat la va reeditar completa. L'edició de Glénat es va fer sense color a partir de les planxes antigues i el material inèdit aparegut en llocs insospitats. Va ser recopilat en tres toms, incloent noranta pàgines inèdites que mai s'havien publicat.

## Argument
Jan Europa és una sèrie que té com a protagonista un heroi aventurer immortal a l'estil europeu en una Espanya on existien massa coses prohibides encara i l'oficialitat de la religió catòlica situava fora de la moral dominant tot allò que es sortís del seu cànon.
Pensant en el format de revista popular de tapa tova (pulp) que comptava gestes d'herois de l'estil de soldats i bandolers, barrejant gèneres de la ficció com la ciència-ficció, la ficció d'horror, el suspens, l'acció, el romanç i la fantasia en què intervenien diferents elements de caràcter instintiu com la violència, la lascívia i l'erotisme, Editorial Bruguera crea diverses sèries, abastant de l'edat antiga a la contemporània. Jan Europa es pot emmarcar en una d'aquestes edats a cobrir, en concret l'edat contemporània. La sèrie recorda una mica a les nacionals d'El Capitán Trueno, el Corsario de Hierro, o El Jabato en el paper central i la distribució dels personatges que l'acompanyen i que, com aquests, Jan Europa és llançat, noble i valent, encara que a diferència d'herois medievals, és molt més culte i humà, amb valors propis del segle XX i la cultura pop dels 60-70. En el cas de Jan Europa, les diferències es deuen principalment a la pròpia iniciativa de l'autor, ja que l'editorial permetia el lliure desenvolupament mentre l'obra fos acceptada pel públic o el censor.
Jan Europa narra les fantàstiques aventures del protagonista homònim, que havia adquirit la immortalitat durant la primera guerra mundial. Un jove idealista abstemi i no fumador nascut a Cadaqués se'n va de voluntari a l'exèrcit francès, per lluitar pels aliats, morint al front de batalla. Ressuscita i un metge alemany que tot i estar en l'exèrcit enemic forma part d'una xarxa aliada, i l'examina informant-li que és immortal i l'ajuda a escapar a la zona aliada. És un heroi aventurer amb vocació pacifista i unificadora amb l'ideal progressista d'Europa, com el seu mateix nom indicava.
Es fa acompanyar per l'anglesa Anna Campbell i l'escocès David McIntire, els que aporten tocs eròtics i humorístics a la història. Els tres lluiten freqüentment contra els Iniciados Negros ajudats pels venerables ancians anomenats Guardianes del Poder com a l'organització mundial secreta dels Iniciats Negres del malvat Incógnito i els seus sequaços són bel·licosos i sense ànima. Les històries transcorren a Europa, Àfrica, Amèrica Llatina i Espanya. A Espanya se situen a Barcelona, Girona i Tenerife entre d'altres, i es poden reconèixer entre els dibuixos diversos edificis, esglésies i localitats.
La recent llibertat de premsa va desenvolupar en la societat espanyola la demanda de coneixement que passava per intentar saber i conèixer totes aquelles noves idees. Es va produir una gran difusió de cultura popular a diaris revistes, ràdio i els dos únics mitjans de televisió pels mites i fantasies, molts d'ells de ciència-ficció o paranormals. Avenços tecnològics, històries com les del parapsicòleg Jiménez de l'Oso o l'etnògraf Michel Peissel: albiraments d'OVNIs, civilitzacions perdudes (Tibet, Amèrica precolombina, Atlàntida), societats humanes natives, clons, fenòmens parapsicològics... tot valia per tenir alguna nova cosa que explicar. Edmond es va inspirar en tot això i la cultura popular contemporània per crear una història culta, coherent, conscienciosa i detallista a l'estil de la tradició d'obres europees com les francobelgues de Tintín amb el dibuix realista propi del còmic francès i britànic per la necessitat de distracció del públic juvenil espanyol. Per al seu relat, Edmond va aprofitar la història universal de la lluita entre el bé i el mal, entre la llibertat i una casta de privilegiats que intenten dominar el món en el seu profit.

## Estil
Pel crític Miquel Esteba, Jan Europa destaca per la seva qualitat gràfica, amb acolorit a aquarel·la inclòs, tot i la ocasional confusió dels seus guions i repetició de postures dels seus personatges.
Jan Europa té un dibuix cuidat que va ser realitzat per Edmond de motu propri, ja que l'editorial no s'ho havia demanat. Pròdig en detalls i reflex d'un ingent treball de documentació. El seu dibuix de la figura humana no és tan estilitzat com en altres autors de la seva època, i queda palesa la bellesa física de les seves figures presa del natural. Són molts els detalls que ofereix el dibuix de Jan Europa que no eren norma a l'Editorial Bruguera ni en altres editorials del còmic radicades a Espanya en aquell temps. Edmond dibuixava a partir d'esbossos que prenia del natural d'edificis, animals, persones, monuments, paisatges, vaixells o ports o fotos dels mateixos. Així mateix va emprar acabats a tinta negra i tons d'aquarel·la clars, lleugers i lluminosos o ombrívols i de colors foscos per pintar de forma adequada l'ambient que descrivia. No obstant això, la descurada publicació duta a terme per l'editorial, amb els números desordenats, la interrupció freqüent de la seva publicació i la supressió dels colors o editats a un sol color per estalviar costs no va permetre la seva consolidació ni apreciar molts dels detalls. El color apareixia per decisió personal d'Edmond. No ho van pagar mai, però va voler que l'obra sortís bé i va posar el color ell mateix. Va ser el primer dibuixant al que se li van retornar les pàgines de la seva obra perquè ho va posar com a norma. En estar destinada a un públic juvenil europeu les parts del guió més eròtiques o explícites van quedar inèdites, i els dibuixos més íntims o que mostraven les postures més sensuals es van eliminar o es van modificar en la publicació de Bruguera. La sèrie es va emprar per omplir pàgines en números de forma precipitada i els errors de redacció, les duplicacions d'unes pàgines i falta d'altres, va impedir la comprensió del relat que va quedar definitivament inconclús quan faltava prop d'un tercera part per finalitzar-lo.